# Eucalyptus subangusta
Eucalyptus subangusta là một loài thực vật có hoa trong Họ Đào kim nương. Loài này được (Blakely) Brooker & Hopper mô tả khoa học đầu tiên năm 1991.